# Ella Ströman
Ella Ströman, född 1981 i Stockholm, är en svensk fotomodell. Hon har bland annat vunnit FHM:s omslagsjakten, Moores stadskampen med 6 nummer i rad och dessutom vinster i Miss Hawaiian Tropic, Miss Top Model Search, Miss World och Future Model Contest. Hon har även medverkat i Café, FAB Magazine, Slitz, Hänt Extra, Veckans Nu med flera. Hon har även (2009) bloggat för Expressen. Hon har gästat bland annat Howard Stern Show i USA och turnerat i världen sedan 2001.